# Romeo Benetti
Romeo Benetti (Albaredo d'Adige, 20 oktober 1945) is een voormalige Italiaanse voetballer, die als defensieve middenvelder speelde. Benetti speelde voor een aantal Italiaanse clubs tijdens zijn carrière. Hij haalde titels  met AC Milan, Juventus en AS Roma. Op internationaal niveau vertegenwoordigde hij het nationale voetbalteam van Italië op 55 gelegenheden tussen 1971 en 1980 en nam deel aan de FIFA World Cups van 1974 en 1978, evenals de UEFA Euro 1980, die de vierde plaats behaalde in de laatste twee toernooien.